# Zebrasoma xanthurum
Espèce
Synonymes
- Acanthurus xanthurus Blyth, 1852[1] [2]
- Acanthurus xanthurus[3]
- Zebrasoma xanthurus (Blyth, 1852)[2]
- Zebrasoma xanthurus[3]

Statut de conservation UICN

 LC  : Préoccupation mineure
Zebrasoma xanthurum, communément appelé Acanthure à queue jaune, est un poisson marin de la famille des Acanthuridae. Il se rencontre dans l'ouest de l'océan Indien. Sa taille maximale connue est de 22 cm.